# إميليانو غونزاليس نافيرو
إميليانو غونزاليس نافيرو (بالإسبانية: Emiliano González Navero) وهو سياسي من الباراغواي ينتمي إلى الحزب الليبرالي. كان نافيرو رئيسا لجمهورية الباراغواي ولد إميليانو غونزاليس نافيرو في 16 حزيران - يونيو من سنة 1861. شغل نافيرو منصب نائب رئيس ياراغواي مرتين المرة الأولى كانت ما بين عامي 1906 إلى عام 1908 والمرة الثانية كانت ما بين عامي 1928 إلى عام 1932. وقد شغل إميليانو غونزاليس نافيرو منصب رئيس باراغواي ثلاث مرات المرة الأولى ما بين 24 تموز من سنة 1908 إلى 4 تشرين الثاني من سنة 1910 والمرة الثانية كانت ما بين 22 أذار من سنة 1912 إلى 15 آب من نفس السنة والمرة الثالثة التي شغل فيها إميليانو غونزاليس نافيرو كانت رئاسة مؤقتة للباراغواي وكانت ما بين 26 تشرين الأول من سنة 1931 إلى 28 كانون الثاني من سنة 1932. توفي إميليانو غونزاليس نافيرو في 18 تشرين الاول - أكتوبر من سنة 1934 في الولايات المتحدة.